# Maria Elisabetta in Baviera
Maria Elisabetta Amalia Francesca in Baviera (Landshut, 5 maggio 1784 – Parigi, 1º giugno 1849) era una duchessa in Baviera per nascita e per matrimonio, principessa di Neuchâtel e principessa di Wagram.

## Vita
Maria Elisabetta era la figlia del duca Guglielmo in Baviera (1752–1837) e di sua moglie la contessa palatina Maria Anna di Zweibrücken-Birkenfeld (1753–1824) figlia del conte palatino e duca Federico Michele di Zweibrücken-Birkenfeld e quindi sorella del futuro re di Baviera Massimiliano I Giuseppe.
Il 9 marzo 1808 sposò maresciallo francese Louis Alexandre Berthier (1753-1815), principe di Wagram e principe sovrano di Neuchâtel. Il matrimonio avvenne per volontà esplicita dell'imperatore Napoleone Bonaparte. Il re Massimiliano Giuseppe assegnò alla coppia la Neue Residenz a Bamberga per la loro corte Dopo la caduta di Napoleone, la coppia perse il principato di Neuchâtel, ma mantenne la dignità principesca di Wagram ottenendo anche un titolo ducale.
Dopo l'abdicazione di Napoleone, Louis Alexandre entrò al servizio del re Luigi XVIII. Morì in circostanze misteriose durante i cento giorni, 1º giugno 1815 in seguito ad una caduta da una finestra. Otto mesi e mezzo dopo, Maria Elisabetta diede alla luce la sua ultimogenita che fu chiamata Maria Anna Guglielmina Elisabetta Alessandrina.
Maria Elisabetta sopravvisse al marito 34 anni morendo il 1º giugno 1849.

## Figli
Dal suo matrimonio, Maria Elisabetta ebbe i seguenti figli:
- Napoléon Alexandre (1810–1887), principe di Wagram, sposò nel 1831 Zénaïde Françoise Clary (1812–1884), nipote della regina di Svezia
- Caroline Joséphine (1812–1905) sposò nel 1832 il barone Alphonse Napoléon d'Hautpoul (1806–1889)
- Marie Anne Wilhelmine Alexandrine Elisabeth (1816–1878), sposò nel 1834 Jules Lebrun, duca de Plaisance (1811–1872)

## Ascendenza
|                                                          |                                              |                                                        | Genitori                                                  |  |  | Nonni |  |  | Bisnonni                                     |  |  | Trisnonni                                             |  |
|                                                          |                                              |                                                        |                                                           |  |  |       |  |  | Giovanni Carlo, conte palatino di Gelnhausen |  |  | Cristiano I, conte palatino di Birkenfeld-Bischweiler |  |
|                                                          |                                              |                                                        |                                                           |  |  |       |  |  | Giovanni Carlo, conte palatino di Gelnhausen |  |  | Cristiano I, conte palatino di Birkenfeld-Bischweiler |  |
|                                                          |                                              | contessa palatina Maddalena Caterina di Zweibrücken    |                                                           |  |  |       |  |  | Giovanni Carlo, conte palatino di Gelnhausen |  |  |                                                       |  |
| Giovanni, conte palatino di Gelnhausen                   |                                              |                                                        |                                                           |  |  |       |  |  | Giovanni Carlo, conte palatino di Gelnhausen |  |  |                                                       |  |
|                                                          |                                              | Esther Maria von Witzleben                             | Georg Friedrich von Witzleben                             |  |  |       |  |  |                                              |  |  |                                                       |  |
|                                                          |                                              | Esther Maria von Witzleben                             | Georg Friedrich von Witzleben                             |  |  |       |  |  |                                              |  |  |                                                       |  |
|                                                          |                                              | Esther Maria von Witzleben                             | Maria Magdalena von Hanstein                              |  |  |       |  |  |                                              |  |  |                                                       |  |
| Duca Guglielmo in Baviera                                |                                              | Esther Maria von Witzleben                             |                                                           |  |  |       |  |  |                                              |  |  |                                                       |  |
|                                                          |                                              | Carlo, vilgravio e renegravio di Salm-Dhaun            | Giovanni Filippo II, vilgravio e renegravio di Salm-Dhaun |  |  |       |  |  |                                              |  |  |                                                       |  |
|                                                          |                                              | Carlo, vilgravio e renegravio di Salm-Dhaun            | Giovanni Filippo II, vilgravio e renegravio di Salm-Dhaun |  |  |       |  |  |                                              |  |  |                                                       |  |
|                                                          |                                              | Carlo, vilgravio e renegravio di Salm-Dhaun            | contessa Anna Caterina di Nassau-Ottweiler                |  |  |       |  |  |                                              |  |  |                                                       |  |
| contessa Sofia Carlotta di Salm-Dhaun                    |                                              | Carlo, vilgravio e renegravio di Salm-Dhaun            |                                                           |  |  |       |  |  |                                              |  |  |                                                       |  |
|                                                          |                                              | Luisa di Nassau-Ottweiler                              | Federico Luigi, conte di Nassau-Ottweiler                 |  |  |       |  |  |                                              |  |  |                                                       |  |
|                                                          |                                              | Luisa di Nassau-Ottweiler                              | Federico Luigi, conte di Nassau-Ottweiler                 |  |  |       |  |  |                                              |  |  |                                                       |  |
|                                                          |                                              | Luisa di Nassau-Ottweiler                              | Cristiana di Ahlefeldt                                    |  |  |       |  |  |                                              |  |  |                                                       |  |
| Duchessa Maria Elisabetta in Baviera                     |                                              | Luisa di Nassau-Ottweiler                              |                                                           |  |  |       |  |  |                                              |  |  |                                                       |  |
|                                                          | Cristiano III, conte palatino di Zweibrücken | Cristiano II, conte palatino di Zweibrücken-Birkenfeld |                                                           |  |  |       |  |  |                                              |  |  |                                                       |  |
|                                                          | Cristiano III, conte palatino di Zweibrücken | Cristiano II, conte palatino di Zweibrücken-Birkenfeld |                                                           |  |  |       |  |  |                                              |  |  |                                                       |  |
|                                                          | Cristiano III, conte palatino di Zweibrücken | contessa Caterina Agata di Rappoltstein                |                                                           |  |  |       |  |  |                                              |  |  |                                                       |  |
| Federico Michele, conte patino di Zweibrücken-Birkenfeld | Cristiano III, conte palatino di Zweibrücken |                                                        |                                                           |  |  |       |  |  |                                              |  |  |                                                       |  |
|                                                          |                                              | contessa Carolina di Nassau-Saarbrücken                | Luigi Crato, conte di Nassau-Saarbrücken                  |  |  |       |  |  |                                              |  |  |                                                       |  |
|                                                          |                                              | contessa Carolina di Nassau-Saarbrücken                | Luigi Crato, conte di Nassau-Saarbrücken                  |  |  |       |  |  |                                              |  |  |                                                       |  |
|                                                          |                                              | contessa Carolina di Nassau-Saarbrücken                | contessa Filippina Enrichetta di Hohenlohe-Langenburg     |  |  |       |  |  |                                              |  |  |                                                       |  |
| contessa palatina Maria Anna di Zweibrücken-Birkenfeld   |                                              | contessa Carolina di Nassau-Saarbrücken                |                                                           |  |  |       |  |  |                                              |  |  |                                                       |  |
|                                                          |                                              | Giuseppe Carlo, conte palatino di Sulzbach             | Teodoro Eustachio, conte palatino di Sulzbach             |  |  |       |  |  |                                              |  |  |                                                       |  |
|                                                          |                                              | Giuseppe Carlo, conte palatino di Sulzbach             | Teodoro Eustachio, conte palatino di Sulzbach             |  |  |       |  |  |                                              |  |  |                                                       |  |
|                                                          |                                              | Giuseppe Carlo, conte palatino di Sulzbach             | langravia Maria Eleonora d'Assia-Rotenburg                |  |  |       |  |  |                                              |  |  |                                                       |  |
| contessa palatina Maria Francesca di Sulzbach            |                                              | Giuseppe Carlo, conte palatino di Sulzbach             |                                                           |  |  |       |  |  |                                              |  |  |                                                       |  |
|                                                          |                                              | contessa palatina Elisabetta Augusta Sofia di Neuburg  | Carlo III Filippo elettore palatino                       |  |  |       |  |  |                                              |  |  |                                                       |  |
|                                                          |                                              | contessa palatina Elisabetta Augusta Sofia di Neuburg  | Carlo III Filippo elettore palatino                       |  |  |       |  |  |                                              |  |  |                                                       |  |
|                                                          |                                              | contessa palatina Elisabetta Augusta Sofia di Neuburg  | principessa Ludwika Karolina Radziwiłł                    |  |  |       |  |  |                                              |  |  |                                                       |  |
|                                                          |                                              | contessa palatina Elisabetta Augusta Sofia di Neuburg  |                                                           |  |  |       |  |  |                                              |  |  |                                                       |  |